# Braid (videojoc)
Braid és un videojoc de plataformes i trencaclosques, desenvolupat per Number None, Inc.
El joc va ser originalment llançat a l'agost de 2008 per al servei Xbox Live Arcade de Xbox 360. Els ports s'han desenvolupat per a Microsoft Windows a l'abril de 2009, OS X al maig de 2009, la PlayStation 3 al novembre de 2009, i Linux al desembre de 2010.
En el joc, Tim, el protagonista, intenta rescatar una princesa d'un monstre. De tant en tant, diversos textos expliquen qui és en Tim, com se sent i les seves motivacions. El joc compta amb aspectes tradicionals del gènere de plataformes i el jugador progressa mitjançant la recerca i muntatge de peces de trencaclosques.